# Mozilla Firefox
，通稱火狐，是由Mozilla基金會及其子公司Mozilla公司開發的自由開源网页浏览器。該瀏覽器採用Gecko排版引擎來解析網頁內容，全面支援現行及前瞻性網路標準。
Firefox的精神淵源可追溯至1998年網景公司創建的Mozilla社群。2002年，Mozilla社群啟動代號「Phoenix」（鳳凰）的專案。在測試階段，該瀏覽器憑藉其速度優勢、安全性能及擴充套件生態，相較當時佔據市場主導地位的微软Internet Explorer 6瀏覽器獲得測試用戶廣泛好評。2004年11月9日正式發布後，僅九個月即實現6000萬次下載量，撼動了IE的統治地位。2017年11月，Firefox啟動代號「Quantum」（量子）的技術革新計劃，著力提升并行计算能力並優化用户界面體驗。

隨著Google Chrome瀏覽器的崛起，Firefox日漸式微。截至2025年5月，據StatCounter統計，Firefox的市場佔有率僅剩2.39%，行動版則僅剩0.49%。

## 發展歷程
Netscape於1998年由AOL收購前建立了Mozilla社群，被認為是Netscape Navigator的精神續作。
Firefox最初是Mozilla Application Suite的實驗分支，由戴夫·海厄特、喬·休伊特及布雷克·羅斯建立。他們認為原贊助者网景公司的商業要求及其開發者導向的特徵蔓延特色會使瀏覽器更難用。為了解決此問題，他們開始以Mozilla Suite為基礎，建立了獨立的瀏覽器，目的是取代功能複雜的Mozilla Suite。
2003年4月3日，Mozilla宣佈他們將把開發目標由Mozilla Suite轉移到Firefox和Thunderbird上。之後形成了由社群開發維護的SeaMonkey，並最終於2005年取代了Mozilla Application Suite。
Firefox命名时歷經波折，最初取名為“Phoenix”，取自神話中從自身灰燼復活的不死鳥，代表新的瀏覽器從Netscape灰燼中浴火重生。但因為和鳳凰科技（Phoenix Technologies）名稱衝突而改為“Firebird”。
後來，这新名称又与另一個開放原始碼的資料庫系統Firebird起冲突，Firebird的開發社群要求以全稱“Mozilla Firebird”标识這專案或改名，避免混淆。
2004年2月9日，Mozilla Firebird改稱「Mozilla Firefox」，簡稱「Firefox」，正式縮寫為「Fx」或「fx」，不過常簡稱「FF」。

## 特性
Firefox的開發目標是「盡情地上網瀏覽」和「對多數人來說最棒的上網體驗」。
Firefox有許多特色，如分頁瀏覽、拼字檢查、遞增搜尋、即時書籤、下載管理員、自訂搜尋引擎、隱私瀏覽等等。使用者還可以透過附加元件和佈景主題來自定义Firefox的功能和外觀。截至2015年1月19日，Mozilla維護的附加元件網站已經有18000種附加元件可供下載。
Firefox也向網頁開發者提供良好的開發平台，開發者可以用內建工具來開發，如錯誤主控台、DOM觀察器，此外還可用Firebug、Web Developer等附加元件來延伸開發功能。

### 標準

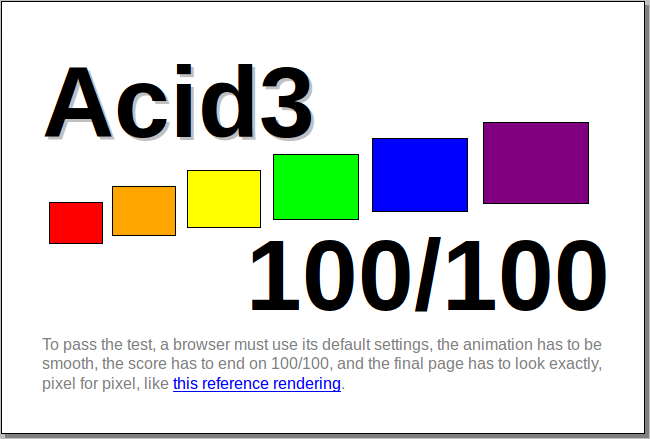
Firefox 7在Acid3測試的結果

Firefox支援大量網頁標準，如HTML、XML、XHTML、SVG 1.1（部份的）、CSS（除了標準之外，還有擴充的支援）、ECMAScript（JavaScript）、DOM、MathML、DTD、XSLT、XPath和PNG圖檔（包含透明度）。
Firefox從3.0版開始就通過了Acid2標準一致性測試。Mozilla最初表示，他們認為SVG字體測試部份已過時且無關緊要，不打算讓Firefox完全通過Acid3測試，因為所有主流瀏覽器開發商都將WOFF作為標準。SVG字體測試在2011年9月從Acid3測試中刪除，Firefox 4及更高版本的得分為100／100。

### 安全
Firefox使用了沙盒限制網頁腳本語言存取用戶端資料，保護使用者不受惡意腳本語言攻擊。在傳輸網頁資料时則用SSL／TLS加密，以保障使用者和網站之間能隱密地傳輸資料。此外，Firefox也支援用智慧卡驗證資料。
Mozilla基金會提供了漏洞賞金來獎勵發現Firefox及旗下產品漏洞的研究者，獎金為3000美元和一件T恤，Mozilla官方希望可以在被利用前發現漏洞，進而得到及时修正，避免使用者遭受攻擊。
Firefox比起Internet Explorer有較少尚未修正的漏洞，鼓勵使用者由Internet Explorer轉為使用Firefox時，更佳的網絡安全是常见理由。《華盛頓郵報》（Washington Post）也報導称，在2006年一年之中，Internet Explorer共有284天讓使用者暴露在未修正的漏洞中，而Firefox只有9天。
2006年，一份賽門鐵克公司的報告顯示，至該年9月為止，雖然Firefox的安全漏洞比其他瀏覽器多，但修正漏洞的速度讓其他瀏覽器望塵莫及。但在經過安全性研究後，赛门铁克公司澄清Firefox比起Internet Explorer來說安全漏洞還是比較少。
根據軟體安全統計網站Secunia的資料顯示，到2008年3月26日為止，Firefox 2有4處尚未修正的安全漏洞，且多數標示為「低度危險」。相對，Internet Explorer 7卻有8處漏洞尚未修正，且多數標示為「中度危險」。甚至有安全專家建議，IE升級模式應效仿Firefox，如果在現行版本中發現重大安全漏洞，就即時發布漏洞更新。
从Firefox 2.0起，Mozilla與Google合作為用戶提供反釣魚保護；當在Firefox 2.0上訪問釣魚網站時，使用者可馬上得到提示。Firefox的黑名單來自於Google搜尋中的SafeBrowsing Protocol，而从2009年的1月20日起Google正式关闭Firefox 2.0的反钓鱼技术，但是对Firefox 3及最新版本依然提供保护。
2011年12月，Accuvant安全测试公司在由Google资助的研究報告中指出，Internet Explorer 9安全性已相当接近同期的Google Chrome 15，反觀同期的Mozilla Firefox 9则居于其后，但随后有NSS Labs安全测试公司指此项研究有失中立，并指出Accuvant公司曾接受Google巨额赞助，研究过程中也刻意忽略Firefox许多安全特性而未作测试，选取测试用恶意插件的方式亦有偏袒Chrome，打压Firefox之嫌。
Firefox 60率先支持了有效提高浏览安全性的TLS 1.3 协议，以及DNS over HTTPS方案，前者可以避免旧版 TLS 中的漏洞，而后者可以避免中间人得知 DNS 查询的域名。
2019年10月，Firefox 68 ESR在德国联邦信息安全办公室的浏览器测试通过所有强制性安全功能的最低要求。
在 Mozilla 基金会安全公告 2020-03 中，该公司报告说，已在野外检测到 CVE-2019-17026（IonMonkey 中的类型混淆漏洞），并正在被积极利用。

### 隐私
2021 年 3 月，Firefox 在版本 87 中推出了 SmartBlock，以提供针对跨站点跟踪的保护，而不会破坏用户访问的网站。
Firefox 也推出了状态分区或“全面cookie保护”，通过浏览器中的功能工作，该功能将数据与用户访问的每个站点隔离开来，以确保跨站点脚本即使不是不可能，也是非常困难的。
该功能还隔离了本地存储、服务工作进程和站点存储数据的其他常见方式。

### 在地化
Firefox是在地化非常廣泛的網頁瀏覽器，自2004年11月正式發表後即有正體中文、簡體中文、英國英語、美國英語、歐洲西班牙語、阿根廷西班牙語等24種語言版本，至今已有89種語言。
這其中Mozilla中國分部，謀智中國，推出的火狐中國版還在地化了其功能；實際是輔以在地化的附加元件套件以及Firefox Sync的中國版：伺服器運行於中國大陸境內的「火狐通行證」，提供在地化雲端同步服務。

### 跨平台支援
Firefox可在Windows、OS X和Linux執行；行動版可在Android、iOS以及自家作業系統Firefox OS執行。Firefox使用Gecko排版引擎，而2015年釋出的iOS版Firefox由於系統限制，使用了Webkit排版引擎。
除了上述作業系統，由於Firefox是開放原始碼的軟體，加上程式碼與作業系統獨立，因此Firefox可以在多種平台和作業系統上編譯，包括了OS/2、AIX、FreeBSD、Windows XP Professional x64版上都有可執行的Firefox編譯檔。
在其他比較小型的作業系統，例如：SkyOS、ZETA上也都有Firefox的蹤跡。
Firefox使用統一的設定檔格式，不同作業系統的Firefox可共享相同的設定，不過可能會遭遇一些問題，特別是附加元件的使用上。
- 在Windows 10執行
- 在Windows 8.1執行
- 在OS X Mavericks執行
- 在Arch Linux執行
- 在Android執行
- 在Firefox OS執行

### 附加元件
Firefox附加元件包含了擴充套件、佈景主題、外掛程式等．
這些附加元件可以從Mozilla官方維護的附加元件官方網站下載，或是從其他的第三方開發者取得。

#### 擴充套件
使用者可以安裝擴充套件來新增或修改Firefox的功能；種類有滑鼠手勢、彈出式廣告阻擋、加強的分頁瀏覽等，包羅萬象。
擴充套件雖然提供了高度自由的擴充功能，但使用者尋找和安裝擴充套件可能有困難，也會建議把擴充套件的功能整合到Firefox，分頁瀏覽就是從Mozilla擴充套件MultiZilla移植過來。
多數擴充套件不是由Mozilla建立或支援，擴充套件在使用者的電腦中也有權存取資料，因此也有出現過惡意擴充套件，甚至有些病毒專門利用某些擴充套件，盜取使用者的網路銀行密碼。
Mozilla提供了擴充套件驗證，來確保這些志願開發者提供的擴充套件沒有任何惡意軟體，此外不保證第三方開發者製作的擴充套件可在Mozilla的產品運作，也可能包含任何軟體錯誤或安全漏洞。

### 智慧位址列
在Firefox浏览器的網址列输入文字时会显示符合的書籤和歷史。增加可設定的搜尋符號时（与搜尋關鍵字中间要有空格），会显示限定的搜尋结果，规则如下：
| about:config                     | 預設搜尋符號 | 显示结果                   |
| -------------------------------- | ------------ | -------------------------- |
| browser.urlbar.match.title       | #            | 显示与网页标题符合的结果   |
| browser.urlbar.match.url         | @            | 显示与网页地址符合的结果   |
| browser.urlbar.restrict.bookmark | *            | 只显示书签中的结果         |
| browser.urlbar.restrict.history  | ^            | 只显示历史记录中的结果     |
| browser.urlbar.restrict.tag      | +            | 只显示增加了分頁的结果     |
| browser.urlbar.restrict.typed    | ~            | 只显示在網址列輸入过的字符 |
| browser.urlbar.restrict.openpage | %            | 只显示打开的分頁           |

### 選取文字
Firefox浏览器提供了便捷的文本選取操作，在网页文本上鼠标左键双击可以選取一个词，三击可以選取一段话。按住Ctrl（苹果机上是⌘ Cmd）可以在不取消已選取文本的前提下選取其它文本。

## 版本歷史
除了正式版，Firefox還有兩種測試版，按穩定性排序，分別為Beta及Nightly。

### 延長支援版
Firefox延長支援版本（Extended Support Release，簡稱「ESR」）是針對需要大規模部署的組織和其他團體所推出的版本，提供長達大約一年的支援服務。不同於快速開發週期，ESR版本每四週更新不會有加入新功能和加強效能，僅會有安全更新和重大穩定修復，直到ESR的週期結束。

## 系統需求
Firefox有下列的系統需求：
|              | Windows                                               | Linux桌面 | macOS                                                          | Android                    | iOS        |
| ------------ | ----------------------------------------------------- | --- | -------------------------------------------------------------- | -------------------------- | ---------- |
| CPU          | 含SSE2指令集的Pentium 4或更高階（或Windows上的ARM64） | 含SSE2指令集的Pentium 4或更高階（或Windows上的ARM64）                                                                                                   | x86-64 或 ARM64                                                | ARMv7或更高階、 IA-32、x64 | ARM64      |
| RAM          | 512 MB（32位）/ 2 GB（64位）                          | 512 MB（32位）/ 2 GB（64位） | 512 MB（32位）/ 2 GB（64位）                                   | 384 MB                     | ?          |
| 硬碟可用空間 | 200 MB                                                | 200 MB | 200 MB                                                         | 80 MB                      | ~128 MB    |
| 作業系統版本 | Windows 7或更新， Windows Server 2008 R2或更新        | 最低需求 - GTK+ 3.14或更新 - GLib 2.22或更新 - Pango 1.22或更新 - libstdc++ 4.8.1或更新 - X.Org 1.0或更新 - glibc 2.17或更新 推薦需求 - X.Org 1.7或更新 | 標準版：macOS 10.15或更新 延長支援版（ESR）：macOS 10.12或更新 | 5.0或更新                  | 15.0或更新 |

## 推廣活動
從2004年首次正式發佈開始，Firefox就展開了一系列積極的推廣活動。隨著這些活動，Firefox下載數量在一年後就迅速達到1億次。而在2009年的8月份Firefox的下載量就突破性地達到了10億次。這只是對其官方網站統計而所作出的結果，而不包括從其他網站下載的次數。
在2004年9月12日，名為「Spread Firefox」的社群行銷網站正式隨著Firefox預覽版一起推出，網站提供了各種推廣Firefox方式的訊息交換中心。12月16日，Mozilla基金會號召支持者買下紐約時報全版廣告，刊登即將在釋出的Firefox 1.0。短短十天的募捐活動已經獲得來自一萬人共25萬美元的捐款。
自2006年7月15日開始，Firefox創立者Mozilla基金會以「世界Firefox日」活動為慶祝基金會成立三週年，到2006年9月15日為止，為期兩個月。參與活動的人如果推薦一位朋友下載使用Firefox，二人名字有機會在Firefox朋友之牆（Firefox Friends Wall）上留名，這是位於Mozilla基金會總部的數位顯示版。
2006年8月12日，美國奧勒岡州立大學Linux小組Firefox專案（Oregon State University Linux Group Firefox project）在美國奧勒岡州附近的燕麥田製作出Firefox麥田圈，慶祝Firefox下載量達2億次。
2008年2月21日，Firefox的下載數量到達了5億次，Firefox社群發動到FreeRice網站猜問題，取得5億顆米來慶祝。
2008年，Firefox 3.0正式發布前，社群發動Firefox Download Day（直譯為Firefox下載日），希望更新金氏世界紀錄中「單日最多人下載軟體」的一項。支持者需預先到推廣網站Spread Firefox登記，在Firefox 3.0發佈當日便會收到電子郵件提示參與活動。Firefox 3.0自6月18日凌晨釋出創下24小時下載金氏紀錄後，熱浪持續，48小時下載超過1200萬（這統計不包含原有Firefox使用者自動更新升級到Firefox 3.0）。
雖然獲得大量使用者下載，但是據Mozilla公司的資料統計表明約有75%的下載者並不使用Firefox作其瀏覽器；而根據相關資料統計，在有解除安裝Firefox的使用者中，有30%來自中國，排在後面的分別是美國（23%），日本、巴西和德國（9%）。為此Mozilla公司就開始了“Impact Mozilla”計劃，想讓下載Firefox的網民成為真正的Firefox忠誠用戶。

## 標誌
早期Firebird和Phoenix版本的標誌被認為有合理的視覺設計，但與其他許多專業軟體相較之下仍有不足之處。
Firefox標誌由Mozilla基金會視覺象徵小組設計，視覺象徵小組的率領者是專業介面設計師Steven Garrity，他是在執筆Mozilla商標建議文件後獲招攬，該文件引起了廣泛討論，而標誌最終的版本則是由喬恩·希克斯完成，希克斯同時也是Camino圖示的設計者。
後來，這標誌再度修改和更新，修復了放大後發現的幾處缺陷。Firefox在英文俗語雖然指小熊貓（学名：Ailurus fulgens），但是開發小組卻采用將“fire”和“fox”分開來直譯蕴意，把吉祥物及官方圖示都設計为火紅的小狐狸。
- “Phoenix”和“Firebird”标志（改名Firefox前用的標誌）
- Firefox 1.0－3.0的标志（2004年11月9日-2009年6月29日）[92]
- Firefox 3.5－22的标志（2009年6月30日-2013年8月5日）[95]
- Firefox 23－56的标志（2013年8月6日-2017年11月13日）[96]
- Firefox 57－69的标志（2017年11月14日-2019年10月21日）[97]
- Firefox 70及以上版本的标志（2019年10月22日启用至今）[98]

- Aurora标志，用于表示Alpha版本[99]
- Firefox Nightly 的图标，用於表示每夜建構Pre-alpha版本
- Minefield标志（由Nightly標誌取代）
- 開發者使用版（Developer Edition）標誌

## 評價
2004年，網站「Forbes.com」稱Firefox為「2004年最佳瀏覽器」 。
2005年，雜誌《PC World》將Firefox列入「2005年最佳百大產品」。媒體《Internet Week》在一篇文章提到許多讀者在使用Firefox 1.5時記憶體用量相當高。Mozilla開發團隊表示Firefox 1.5記憶體用量升高是新的「上一頁／下一頁」（FastBack）功能導致。後來，設計錯誤的擴充套件，像是某些舊版的Adblock，或者一些外掛程式（plug-ins） 也是記憶體使用量增多的原因。《Softpedia》測試指出Firefox1.5比起其他瀏覽器需要比較長的啟動時間，IE6也比Firefox的啟動速度稍快，不過這是IE用到的程式組件有些在Windows啟動後就載入，會有較快的啟動時間。
2006年，PC World評論Firefox 2和Internet Explorer 7這兩款瀏覽器，並認為Firefox較好。雜誌《Which?》也提名Firefox為最佳的網頁瀏覽器。《PC Magazine》比較了Firefox、Opera、Internet Explorer這三款瀏覽器的記憶體使用量，認為Firefox的記憶體使用量接近其他兩個瀏覽器。
2007年，《PC World》和《Zimbra》的測試指出Firefox 2的記憶體用量少於Internet Explorer 7，還在測試中的Firefox 3（以beta 1版本來測試）記憶體使用量沒有低於Firefox 2，不過仍然少於Internet Explorer 7。
2009年，英国Vnunet网站把Firefox的市场份额的不断攀升列为10大鼓舞人心IT事件之一。但《PC World》杂志上的分析文章称，在与Chrome浏览器的竞争中，Firefox浏览器正逐渐失去電腦专家的青睐。尽管Mozilla基金会仍致力于一些宏大的目标，但火狐浏览器已经宣告死亡。
2013年，德國科技網絡雜誌CHIP 年度100大下載（2022年為止Firefox (64-bit) 103.0.1 為任何時間排行中最高下載量的瀏覽器84,998,6777，第二位Google Chrome (32 Bit) 104.0 為16,836,838）。
2014年，根據CERT的統計，Firefox的安全漏洞少於Internet Explorer。
2016年，雜誌PCMag評論指基於其在「性能、特性、對新 Web 標準的支持、低內存使用和隱私保護」方面的優秀表演，給予Firefox編輯精選的加許。
2020年，PCWorld對Firefox74的私隱瀏覽模式 (Incognito mode)，針對瀏覽Facebook的反跟綜插件，同步功能等特色都有正面評價。
2022年，Techradar pro評論認為Firefox 90是在保護隱私方面和對於進階使用者而言最優秀的瀏覽器，又對其程式大小、速度、安全性方面給予正面評價。

### 得獎紀錄
Mozilla Firefox自推出之後便得到許多的獎項：
- BSI推薦最安全瀏覽器，2019年10月[121]
- PC Mag編輯推薦，2016年8月[117]
- PC Magazine編輯推薦，2014年8月21日[122]
- CNET編輯推薦，2011年3月[123]
- CNET十大熱門MAC下載軟體，2010年12月[124]
- Webware百大軟體，2009年5月[125]
- PC World 2009最佳免费軟體，2009年1月[126]
- PC Magazine編輯推薦，2008年6月[127]
- PC World 2008年度百大產品，2008年5月[128]
- Webware百大軟體，2008年4月[129]
- Webware百大軟體，2007年6月[130]
- 2007年日本好設計獎，2007年10月[131]
- PC World 2007年度百大產品，2007年5月[132]
- PC Magazine編輯推薦，2006年10月[133]
- CNET編輯推薦，2006年10月[134]
- PC World 2006年度百大產品，2006年7月[135]
- PC Magazine技術優異獎，軟體和開發工具類，2006年1月[136]
- PC Magazine年度最佳軟體，2005年12月27日[137]
- CNET編輯推薦，2005年11月[138]
- Macworld編輯推薦（評分4.5），2005年11月[139]
- Softpedia讀者票選推薦，2005年9月[140]
- TUX 2005讀者票選推薦，2005年9月[141]
- PC World 2005年度最佳產品，2005年6月[142]
- Forbes網頁類別最佳產品，2005年5月[143]
- PC Magazine編輯推薦，2005年5月[144]

### 市場接納度

網頁瀏覽器市佔率統計（2012年11月，StatCounter）

根據StatCounter的網頁瀏覽器市佔率統計

Mozilla Firefox市佔率從發行初期就開始不斷增加，大多數是因為Internet Explorer的市佔率降低而來。自Firefox釋出開始，Internet Explorer佔有率穩定下降。
Firefox下載數量自2004年11月釋出正式版後持續增加。截自2009年7月31日，Firefox下載次數已破億。這是官方的統計數字，並不包含軟體更新或第三方網站的下載數量；然而，下載數量並不能反應實際的使用者數，使用者可能在很多台電腦下載、安裝Firefox。
根據Mozilla執行長約翰·李利在2008年2月表示，Firefox目前大約有1億4千萬使用者。根據Firefox開發者阿沙·道茲樂，統計每天的「ping」命令的用量後，到2009年5月，在全球至少有2.7億用戶使用Firefox。
这样快速的成長以至于有網路媒体称Firefox将在2013年超越IE。但是微软却质疑这些數字．有媒体甚至具体列举出了10条Firefox将击败微软IE的理由。這也就不奇怪在微軟2008年向美國證券交易委員會提交的10-K管理文件中稱，Firefox已對微軟Windows業務構成威脅，這也是微軟首次公開把Firefox當作Windows業務競爭對手。
2010年7月2日，IBM宣布全球員工將採用Firefox作為預設瀏覽器。
然而，從2012年開始，Firefox的市占率有所衰退，競爭對手Chrome市佔率大幅增加，但仍与IE、Chrome保持“三足鼎立”局面。根據StatCounter的統計，截至2024年2月，Firefox桌面網頁瀏覽器的市占率為7.26%，成為繼Google Chrome（65.38%）、Microsoft Edge（12.75%）和Safari（8.72%）之後的第四大受歡迎的桌面網頁瀏覽器。而在其他平台的市占率不足Chrome（65.31%）、Safari（18.31%）和 Edge（5.07%），排名第四為3.04%。

## 爭議
2025 年，Mozilla 在更改 Firefox 使用条款后受到了批评；主要集中在一个条款上，该条款授予 Mozilla 一项“非独占的、免版税的、全球范围的许可”，以使用任何上传或输入到浏览器中的信息。
新条款被认为会降低隐私，并且是与人工智能相关的，但 Mozilla 否认有该动机。
批评的焦点在于担心该许可授权涵盖所有输入的数据，而 Mozilla 回应说，该变更“并没有赋予我们对您数据的所有权”。
为了回应由此产生的负面影响，Mozilla 表示，许多修改后的措辞是为了提高可读性、增加透明度、规范化现有的隐性协议，并解释了作为一个免费浏览器的现状，并补充说，人工智能功能受单独协议的约束。
几天后，Mozilla 修改了其隐私常见问题解答的措辞 ，删除了永不“出售您的个人数据”的承诺，并否认了其出售用户数据的指控，称其从可隐藏的广告以及与聊天机器人互动时的元数据中收集了一些信息，并且“出售”的法律定义在某些司法管辖区中含糊不清。

## 軼聞
Firefox的开发者在Firefox设计了多顆“彩蛋”，以下是Firefox中著名的几顆。

### Mozilla之書
在網址列输入about:mozilla并打开就能看到“Mozilla之書”页面，每当有里程碑式的版本或事件发生就会有Mozilla之书的更新：

| 英文： The Beast continued its studies with renewed Focus, building great Reference works and contemplating new Realities. The Beast brought forth its followers and acolytes to create a renewed smaller form of itself and, through Mischievous means, sent it out across the world. - from The Book of Mozilla, 6:27 | 中文： 野兽潜心于新的方向，编撰智慧之章，洞悉世界万千。在追随者与侍者的祈祝中，野兽幻化轻盈。一路嬉戏，走遍人间。 - 来自 Mozilla 之书，6:27 |

### 機器人
從Firefox 3.0開始在網址列輸入about:robots會出現以下訊息：
英文：
| 正體中文（）： | 简体中文（）： |  |

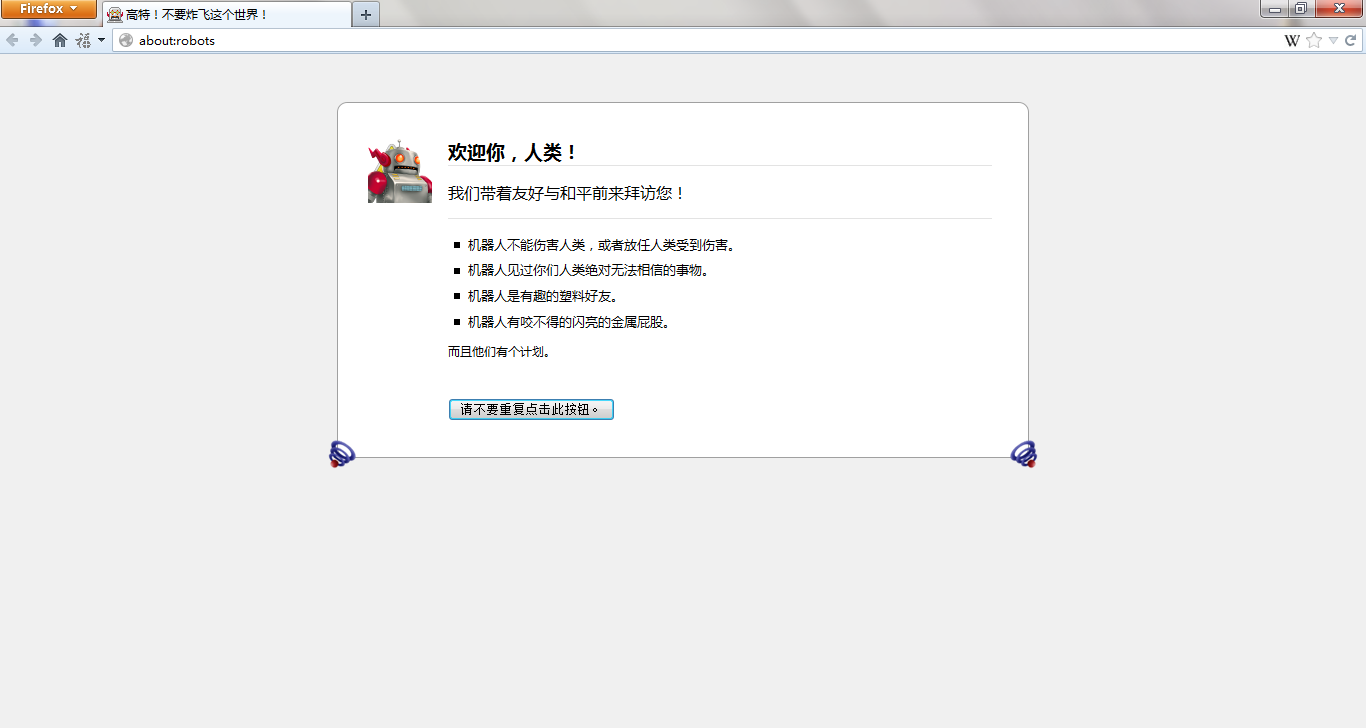
Firefox 16.0.1简体中文版的机器人彩蛋

文末下方有“重试”按钮，点击后提醒“请不要重复点击此按钮”，再次点击后按钮消失。

### 獨角獸
從Firefox 29.0開始，將選單中的所有可移除的項目移除會看到一隻獨角獸在跳動。
從Firefox 57.0開始，將所有現有項目拖放到Firefox工具欄中清空自定義頁面，可注意到在「密度」下拉框旁邊添加了一個新的「獨角獸」方塊／按鈕。

### 赠送蛋糕
自Firefox 2.0开始，Firefox每发布大版本号，IE开发团队就会赠送大蛋糕以示祝贺。
但自从Firefox 5.0开始进入快速更新大版本号后，开发团队所赠送蛋糕开始变小；直到Firefox 8.0后，IE开发团队表示Firefox更新过快，已经没能力维持下去而不再赠送蛋糕。
不过IE10正式发布时，Firefox开发团队反向对方赠送蛋糕表示祝贺，IE开发团队表示感激，并期盼Firefox能尽快发布适用于Windows 8的Firefox版本。
在IE浏览器结束之后，Firefox赠送蛋糕纪念了IE的终结，并继续向Edge赠送蛋糕。

## 分叉
作為開放原始碼的瀏覽器，Mozilla基金會及Mozilla公司將Firefox的原始碼開放，促成Firefox的分叉的開發；比較有名的分叉有Waterfox、GNU IceCat和IceWeasel。

### 官方資源
- Global official website
- 官方部落格
- Firefox瀏覽器各版本介紹
- 官方网站（繁體中文）
- 官方网站（简体中文）
- 中國大陸版官方网站 （中文）

### 其他版本下载
- Firefox Beta桌面版（包括Developer開發版與Nightly夜光版）（页面存档备份，存于）
- 夜光版官方部落格
- 企業版與長期支持版（ESR）
- Firefox 所有版本（页面存档备份，存于）

### 社群資源
- Mozilla Firefox的Facebook專頁（2018年起停用）
- Mozilla Firefox的X（前Twitter）
- Mozilla Firefox的Instagram帳戶
- YouTube上的Mozilla Firefox頻道
- Firefox Support的X（前Twitter）
- MozTW (Mozilla Taiwan Community)（页面存档备份，存于）——Mozilla台灣社群官方網站（附有討論區）
- Mozilla台灣社群的Facebook專頁
- 火狐中文社区（页面存档备份，存于）——Mozilla中国大陆社区官方网站
- MozillaZine（页面存档备份，存于）——海外知名Mozilla社群論壇
- 中的“Mozilla Firefox”